# Krüpelsee
Der Krüpelsee ist ein Binnensee im Landkreis Dahme-Spreewald in Brandenburg, an dem verschiedene Stadtteile von Königs Wusterhausen liegen. Er liegt zwischen Kablow und Neue Mühle, Senzig und Zernsdorf. Der westliche Seeteil zwischen dem Sackanger von Senzig und dem Tiergarten in Neue Mühle wird Krimnicksee genannt. Beide Seen haben eine Länge von gut 4 Kilometer. Durch den See fließt die Dahme.
Von Norden zwischen Kablow und Zernsdorf mündet die sogenannte sonstige Binnenwasserstraße des Bundes, die Zernsdorfer Lanke ein. Beide Seen sind Bestandteil der Bundeswasserstraße Dahme-Wasserstraße der Wasserstraßenklasse I; zuständig ist das Wasserstraßen- und Schifffahrtsamt Spree-Havel. Nördlich des Krüpelsees verläuft die Bahnstrecke Grunow–Königs Wusterhausen.